# Pierre Flament
Pierre Flament, né le 3 juin 1878 dans le 18e arrondissement de Paris et mort pour la France au Bois-Fumin au sud-ouest de Vaux dans le département de la Meuse le 1er août 1916, est un archiviste-paléographe et historien français du XXe siècle. Son nom est inscrit au Panthéon parmi les 560 écrivains morts au combat pendant la Première Guerre mondiale.

## Biographie
Jean Charles Pierre Flament, né au no 8 rue Tardieu le 3 juin 1878 à Paris, est le fils de Louis Alexis Eugène Flament (1850-1935), employé à la Banque de France, et de Marie Eugénie de Gournay (1849-1928),.
Sa famille est d'origine noyonnaise, mais c'est à Paris qu'elle est installée à sa naissance. Après avoir débuté sa scolarité à Laval, il la termine au collège Rollin à Paris et y obtient le baccalauréat ès lettres en 1895.
Il réussit le concours de l'École des Chartes et y est nommé élève de première année en novembre 1896,. Parallèlement, il suit des cours à l'École pratique des hautes études de 1897 à 1898 et obtient une licence d'histoire en 1897 avec une Étude sur le Marquis de Nointel, ambassadeur sous Louis XIII.
De 1899 à 1899, il interrompt ses études pour faire son service militaire au 101e régiment d'infanterie à Laval. Une fois passé dans la réserve, il sera nommé sergent en 1902, sous-lieutenant en 1904 et lieutenant en 1908 à l'issue de différentes périodes d'exercice,.
Il termine ensuite sa formation et se voit nommé archiviste-paléographe en février 1900, après avoir soutenu une thèse intitulée Un ambassadeur de France en Turquie au XVIIe siècle, Philippe de Harlay, comte de Césy (1580-1652). La même année, il obtient une licence en droit et est attaché au département des imprimés à la Bibliothèque nationale. En septembre 1903, il est nommé archiviste départemental de l’Allier à Moulins. Membre de la Société d'émulation du Bourbonnais et président de 1909 à 1910, il publie de nombreuses études dans son bulletin en s'appuyant sur les archives du département.
Il épouse Marie Joseph Henriette Louise Yvonne Amiaud (1885-1920) le 21 octobre 1911 à la mairie du 6e arrondissement de Paris,. Le couple aura 2 enfants qui seront déclarés pupilles de la nation après la mort prématurée de leur mère en 1920.
Après avoir passé 10 ans dans l'Allier, on lui confie les archives départementales du Pas-de-Calais et la bibliothèque municipale d'Arras en 1913.
Mobilisé en août 1914 avec le grade de lieutenant au 121e régiment d’infanterie, il est envoyé en Lorraine. Malgré une blessure grave à la bataille de Petitmont le 14 août, il aide son capitaine à regagner l'abri, ce qui lui vaut d'être cité à l'ordre de l'armée en septembre 1914 « pour son sang froid et sa belle attitude sous le feu » et d'être inscrit au tableau spécial de la Légion d’honneur en novembre pour avoir « montré les plus belles qualités de bravoure et d’énergie »,.
Après quelques mois au dépôt à Montluçon, il est transféré en mars 1915 au 413e régiment d’infanterie qui vient de se former. Promu capitaine à la tête de la 5e compagnie, il repart pour le front et reçoit la Croix de guerre dans la Somme en juin 1915.
Après le bombardement du 5 juillet 1915 qui détruit le palais Saint-Vaast et une partie des œuvres et archives conservées à Arras, il obtient un sursis pour organiser le transfert de l'ensemble des archives qui avaient été stockées dans les caves. Il en rend compte au préfet dans un courrier du 25 août : « Le transfert provisoire à Paris des manuscrits de la Bibliothèque et des archives communales d’Arras a été effectué, avec le consentement de M. le Maire, en même temps que celui des Archives départementales ; les manuscrits de la Bibliothèque sont actuellement déposés à la Bibliothèque nationale (département des manuscrits) ; les archives communales ont été transportées, avec le fonds départemental, aux Archives Nationales, Palais Soubise. Ce déménagement, qui s’est effectué de nuit, pendant la première quinzaine d’août, a nécessité l’emploi de sept wagons et a pu être mené à bien, grâce au concours de l’autorité militaire. Les papiers modernes transportés à Boulogne ont rempli sept autres wagons ».
Lors d'une attaque massive de la tranchée de la carrière au bois Fumin, la 5e compagnie qu'il commande est décimée et il est porté disparu le 1er août 1916,,. Son corps est retrouvé au début de l'année 1928 et réinhumé à la nécropole nationale de Fleury-devant-Douaumont (tombe no 8765).

## Œuvres principales
- Un ambassadeur de France en Turquie au XVIIe siècle, Philippe de Harlay, comte de Césy (1580-1652), thèse, 1900
- Table alphabétique des manuscrits du fonds italien de la Bibliothèque nationale, 1901
- Note sur le premier bataillon des volontaires de l'Allier, 1904
- Mémoire de la généralité de Moulins, 1906
- Inventaire sommaire des Archives départementales postérieures à 1790, Allier, série L, avec Ferdinand Claudon, 1912

## Distinctions
- Chevalier de la Légion d'honneur, arrêté du 20 novembre 1914[7]
- Croix de guerre 1914–1918, palme de bronze
- Officier d'académie, arrêté du 2 janvier 1908[24]
- 1913 : Société française d'archéologie - Médaille de vermeil[25]

## Hommages
- Le nom de Pierre Flament est inscrit au Panthéon dans la liste des 560 écrivains morts pour la France[26].
- Son nom figure sur les plaques commémoratives de l'École des Chartes et des Archives Nationales à Paris, de l'hôtel du Préfet à Arras, des archives départementales de l'Allier à Yzeure[27].